# خط چوئو–سوبو

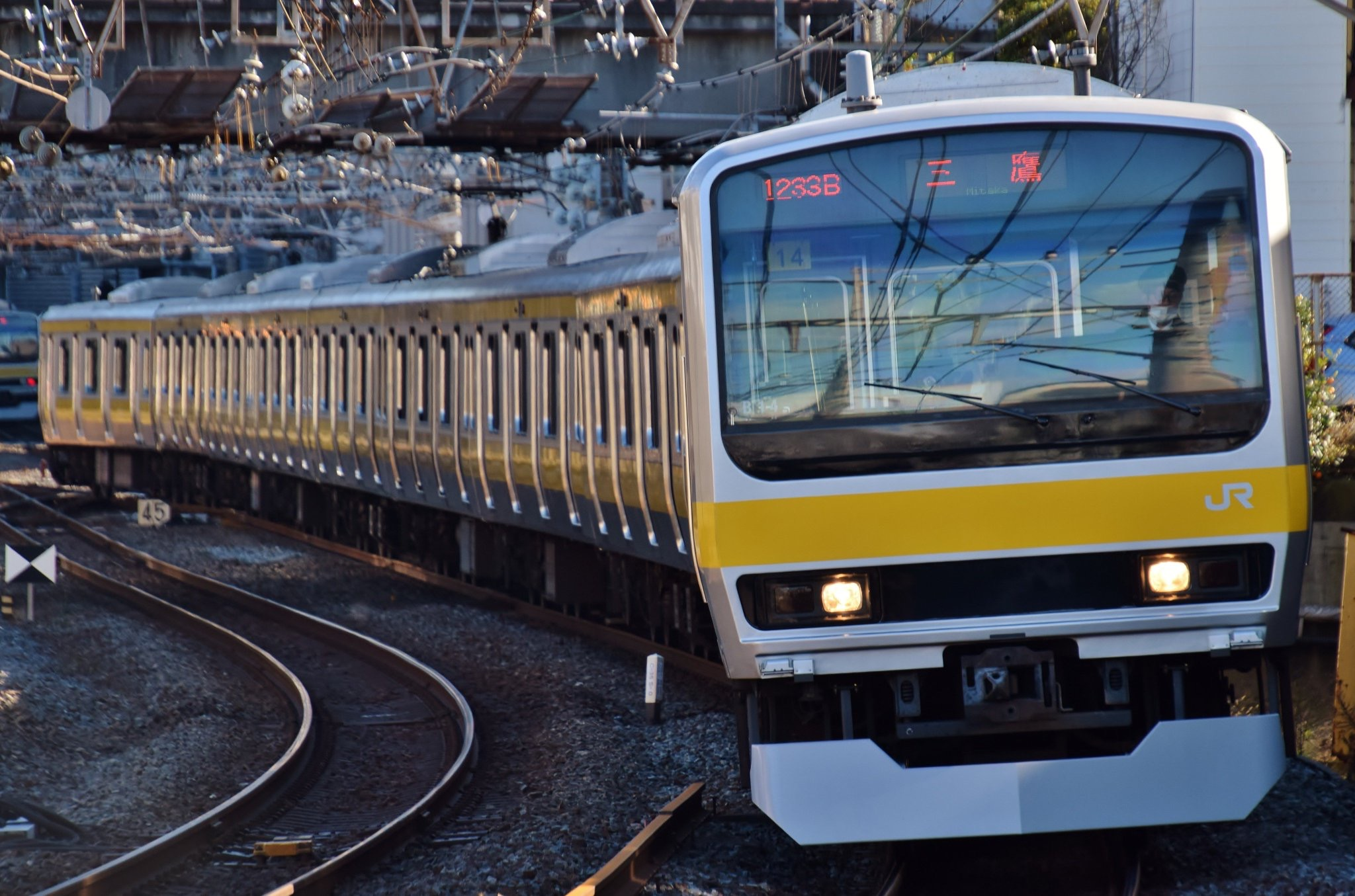
یکی از قطارهای خط چواوسوبو.

خط چوئو–سوبو یا خط چوئو–سوبو-کانکو (به ژاپنی:中央・総武緩行線 Chūō-Sōbu-kankō-sen) یا به فارسی خط کندروی چوئو یکی از خطوط شرکت راه‌آهن شرق ژاپن است. کانکو (به ژاپنی: 緩行) به معنی کندرو است. این خط مابین ایستگاه میتاکا در توکیو و ایستگاه چیبا در استان چیبا کشیده شده‌است. چوئو-سوبو از نظر مدیریت به دو بخش تقسیم می‌شود. قسمتی از این خط که مابین ایستگاه میتاکه تا ایستگاه اوچانومیزو قرار دارد به خط چوئو-هونسن تعلق دارد و قسمتی که بین ایستگاه اوچانومیزو و ایستگاه چیبا واقع شده به خط سوبو-هونسن متعلق است. تمامی قطارهای خط چوئو–سوبو در تک تک ایستگاه‌های این خط توقف دارند. این خط ۳۹ ایستگاه دارد.

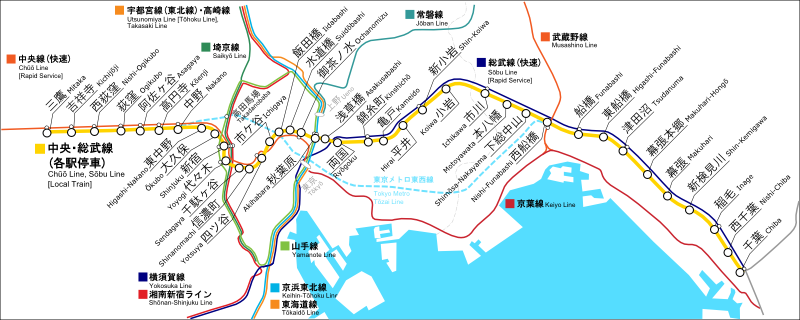
نام ایستگاه‌های خط چوئو-سوبو.